# Сливно (Бреза)
Сливно је насељено мјесто у Босни и Херцеговини у општини Бреза које административно припада Федерацији Босне и Херцеговине. Према попису становништва из 1991. у насељу је живјело 280 становника.

## Становништво
| Националност       | 1991.        |
| Муслимани          | 273 (97,50%) |
| Срби               | 5 (1,78%)    |
| Хрвати             | 0            |
| Југословени        | 1 (0,32%)    |
| остали и непознато | 1 (0,32%)    |
| Укупно             | 280          |

Сливно броји око 80 домаћинстава.